# NGC 4077
NGC 4077 (другие обозначения — NGC 4140, UGC 7063, MCG 0-31-31, ZWG 13.63, PGC 38218) — линзообразная галактика (S0) в созвездии Девы. Открыта Уильямом Гершелем в 1784 году.
В галактике находится источник рентгеновского излучения вне ядра, светимость которого составляет около 1041 эрг/с. Такой источник может быть связан с черной дырой промежуточной массы.
Этот объект занесён в Новый общий каталог дважды, с обозначениями NGC 4077 и NGC 4140. Это связано с тем, что галактику независимо от Гершеля позже, в 1863 году, открыл Генрих Луи Д'Арре.
Этот объект входит в число перечисленных в оригинальной редакции «Нового общего каталога».